# Trebelno
Trebelno – wieś w Słowenii, wraz z wsią Mokronog siedziba gminy Mokronog-Trebelno. W 2018 roku liczyła 91 mieszkańców.